# Newton-le-Willows (North Yorkshire)
Newton-le-Willows – wieś w Anglii, w hrabstwie North Yorkshire, w dystrykcie (unitary authority) North Yorkshire. Leży 55 km na północny zachód od miasta York i 327 km na północ od Londynu.